# Manifestaciones antigubernamentales en Birmania de 1988
Las manifestaciones antigubernamentales en Birmania de 1988, también conocidas como Levantamiento 8888 fueron a la serie de manifestaciones, protestas y disturbios ocurridos en la República Socialista de Birmania, iniciadas el 8 de agosto de 1988 (8-8-88).
Desde 1962 el país estaba gobernado por un régimen socialista de partido único, bajo el liderazgo dictatorial del general Ne Win. La Via birmana al socialismo había transformado al país en uno de los más empobrecidos. Durante este período el gobierno puso en marcha una fuerte nacionalización, combinando el estilo soviético de planificación central con creencias supersticiosas. Un artículo de la revista Newsweek, publicado en febrero de 1974, describió este modelo como "una amalgama ilógica entre budismo y marxismo".
Las protestas fueron iniciadas por estudiantes de la ciudad de Rangún, extendiéndose más tarde a lo largo de todo el país. Cientos de miles de monjes budistas, niños, estudiantes universitarios, amas de casas y doctores se manifestaron contra el régimen. El levantamiento terminó el 18 de septiembre, luego de un sangriento golpe de Estado militar que dio paso a la conformación del Consejo de Estado para la Paz y el Desarrollo. Aunque se atribuyeron miles de asesinatos a los militares, las autoridades locales reducen esta cifra a 350 muertos.
Durante las manifestaciones, Aung San Suu Kyi emergió como una referente política. Cuando la junta militar convocó a elecciones, en 1990, su partido, la Liga Nacional para la Democracia, obtuvo el triunfo. Sin embargo, la junta se negó a aceptar los resultados y puso a Aung San Suu Kyi bajo arresto domiciliario.